# 아나콘다 (파이썬 배포판)

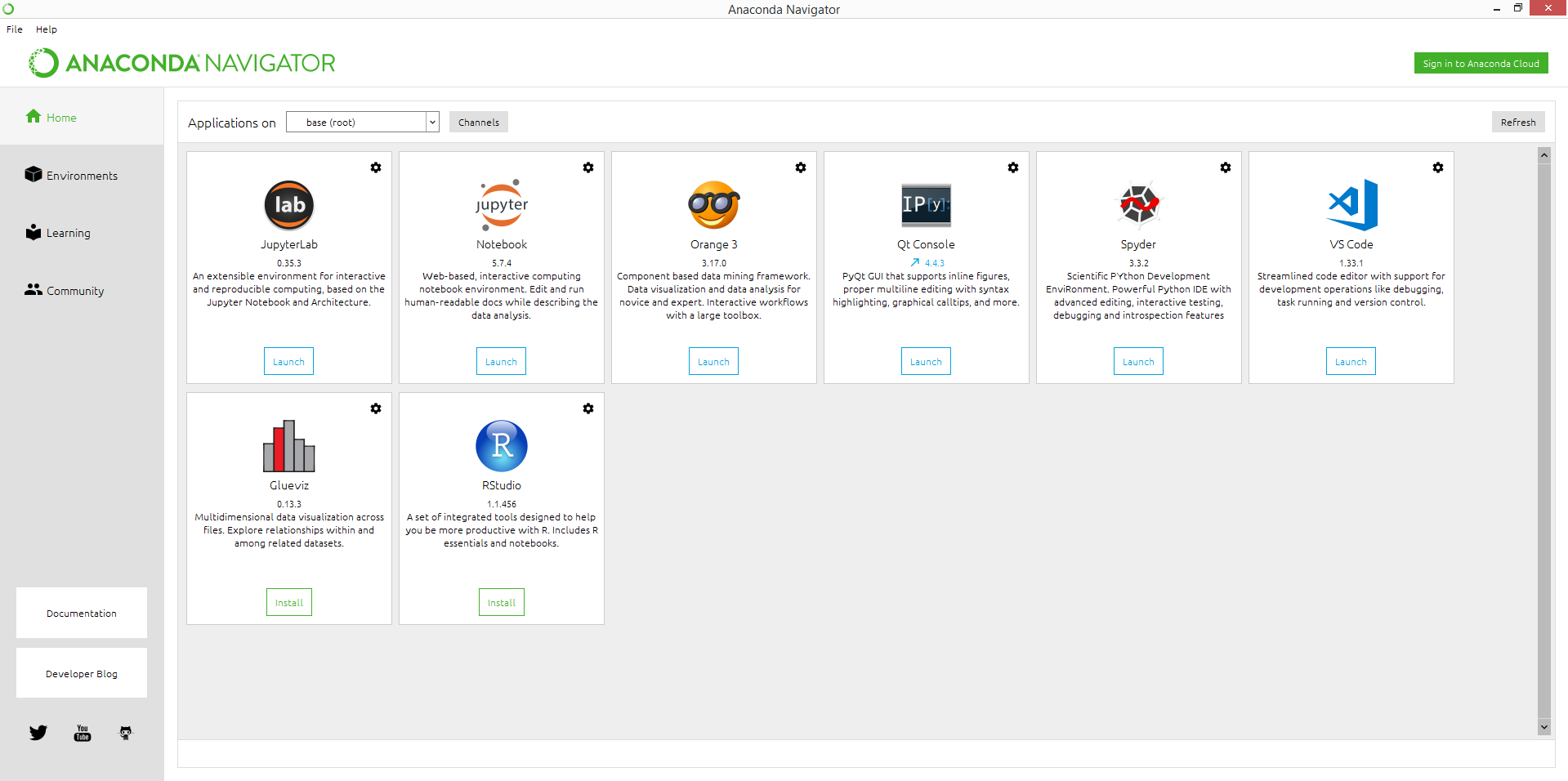
아나콘다 내비게이터

아나콘다(Anaconda)는 패키지 관리와 디플로이를 단순케 할 목적으로 과학 계산(데이터 과학, 기계 학습 애플리케이션, 대규모 데이터 처리, 예측 분석 등)을 위한 파이썬과 R 프로그래밍 언어의 자유-오픈 소스 배포판이다. 패키지 버전들은 패키지 관리 시스템 conda를 통해 관리된다. 아나콘다 배포판은 1300만 명 이상의 사용자들이 사용하며 윈도우, 리눅스, macOS에 적합한 1,400개 이상의 유명 데이터 과학 패키지가 포함되어 있다.

## 같이 보기
- 패키지 관리자
- Pip (패키지 관리자)
- Setuptools